# Józef Yuan Gengyin
Św. Józef Yuan Gengyin (chiń. 袁庚寅若瑟) (ur. 1853 r. w Hui, Hebei w Chinach – zm. lipiec 1900 r. w Dayin, Hebei) – święty Kościoła katolickiego, męczennik.
Józef Yuan Gengyin urodził się we wsi Hui w powiecie Zhaozhang, prowincja Hebei.
Podczas powstania bokserów w Chinach doszło do prześladowania chrześcijan. Gdy Józef Yuan Gengyin był w drodze po zakupy w Dayin spotkał grupę powstańców idących z prowincji Szantung. Zażądali oni, żeby oddał cześć bogom w świątyni w Dayin, ale on odmówił. Kilku jego przyjaciół przybyło, żeby pomóc w przekonaniu go do wyrzeczenia się wiary przez co uratowałby życie, jednak Józef Yuan Gengyin nie dał się namówić i zginął śmiercią męczeńską.
Dzień jego wspomnienia to 9 lipca (w grupie 120 męczenników chińskich).
Został beatyfikowany 17 kwietnia 1955 r. przez Piusa XII w grupie Leon Mangin i 55 Towarzyszy. Kanonizowany w grupie 120 męczenników chińskich 1 października 2000 r. przez Jana Pawła II.